# Salunäbb
Salunäbb är ett naturreservat omgärdat av reservatet Alderängarna i Mora kommun i Dalarnas län.
Området är naturskyddat sedan 1950 och är 1 hektar stort. Reservatet omfattar udden med samma namn i Österdalälven